# هتروزیس

تصویربرداری در طول زمان از دو ذرت اینبرد (درون‌آمیخته) و هیبرید F1 (میانی) که هتروزیس را نشان می‌دهد.

هِتِروزیس (به فرانسوی: Hétérosis) دورگگی یا قدرت هیبریدی، بهبود یا افزایش عملکرد هر کیفیت زیستی در یک زاده هیبرید (دورگ) می‌باشد.
یک زاده هِتِروزیس نشان می‌دهد که صفات آن در اثر دورگ‌گیری و ترکیب ژنتیکی پدر و مادر افزایش خواهدیافت. این اثرات را می‌تواند بخاطر توارث مندلی یا غیرمندلی باشد.